# Phil Bancroft
Phil Bancroft (Londen, 29 januari 1967) is een Britse jazzsaxofonist.

## Biografie
Bancroft verhuisde op zijn negende naar Schotland. Zijn eerste optredens als jazzmusicus had hij met zijn vader, een pianist, en zijn tweelingbroer, de drummer Tom Bancroft. Tevens trad hij op met gitarist Mike Walker, de bassisten Reid Anderson en Steve Watts en de drummers Thomas Strønen en Marcello Pellitteri.
Bancroft, een leerling van George Garzone, David Liebman en Steve Coleman, werd eind jaren 80 bekend als een van de oprichters van John Rae Collective. Hij speelde met John Rae ook in de groep Celtic Feed (met Brian Kellock, Mario Caribé, Simon Thoumire en Eilidh Shaw). Verder trad hij op met Sun Ra, Tommy Smith en Kenny Wheeler.
In 1994 begon hij met zijn broer en Kevin Mackenzie het Trio AAB, waarmee hij meerder albums maakte. Sinds 2002 leidt hij een kwartet met Mike Walker, Reid Anderson en Thomas Strønen. Tevens werkt hij samen met David Berkman en de Franse groep ARFI. Hij trad op met Winston Mankunku, begeleidde jazzzangeres Carol Kidd, trad als solist op in twee suiten van Kenny Wheeler met het Scottish National Jazz Orchestra en werkte mee aan een dansproject van Iona Kewney.

## Discografie (selectie)
Albums onder eigen naam
- Swings and Roundabouts (Caber, 1998)
- Headlong (Caber, 2004)

Als 'sideman'
- John Rae: Celtic Feet
- John Rae’s Celtic Feet: Beware the Feet
- Trio AAB Cold Fusion, 1998
- Swirler: Swirler
- Trio AAB: Wherever I Lay My Home That’s My Hat, 1999
- Trio AAB und Brian Finnegan: Stranger Things Happen at C, 2003